# Tabula Hungariae

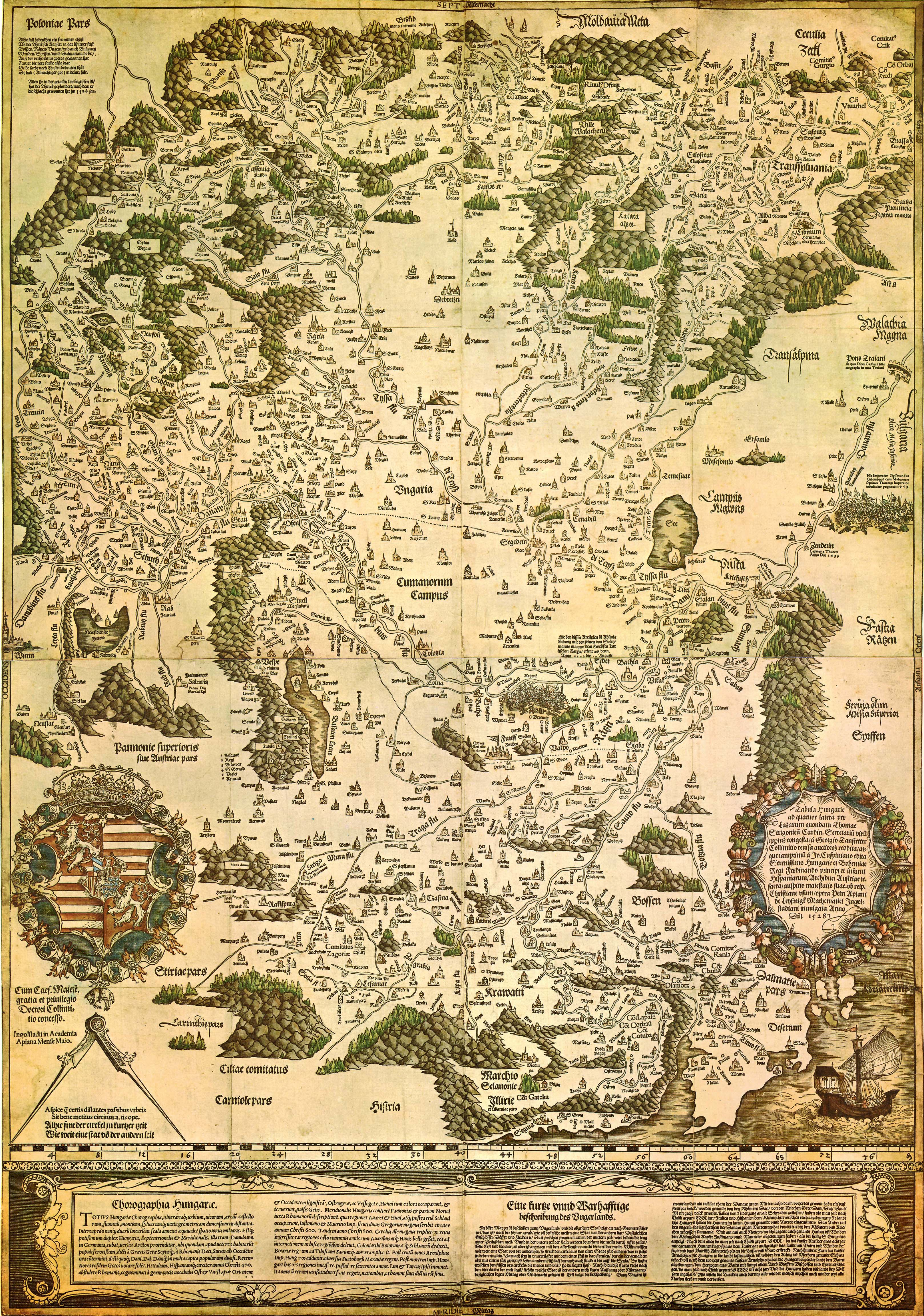
Tabula Hungariae, Ingolstadt, 1528

La Tabula Hungariae (detta anche mappa di Lázár) è la più antica mappa a stampa sopravvissuta dell'Ungheria, presumibilmente realizzata dall'ungherese Lazarus secretarius (Lázár deák) prima del 1528.
Nel 2007 la mappa fu iscritta nel Registro della memoria del mondo dell'UNESCO.

## Descrizione

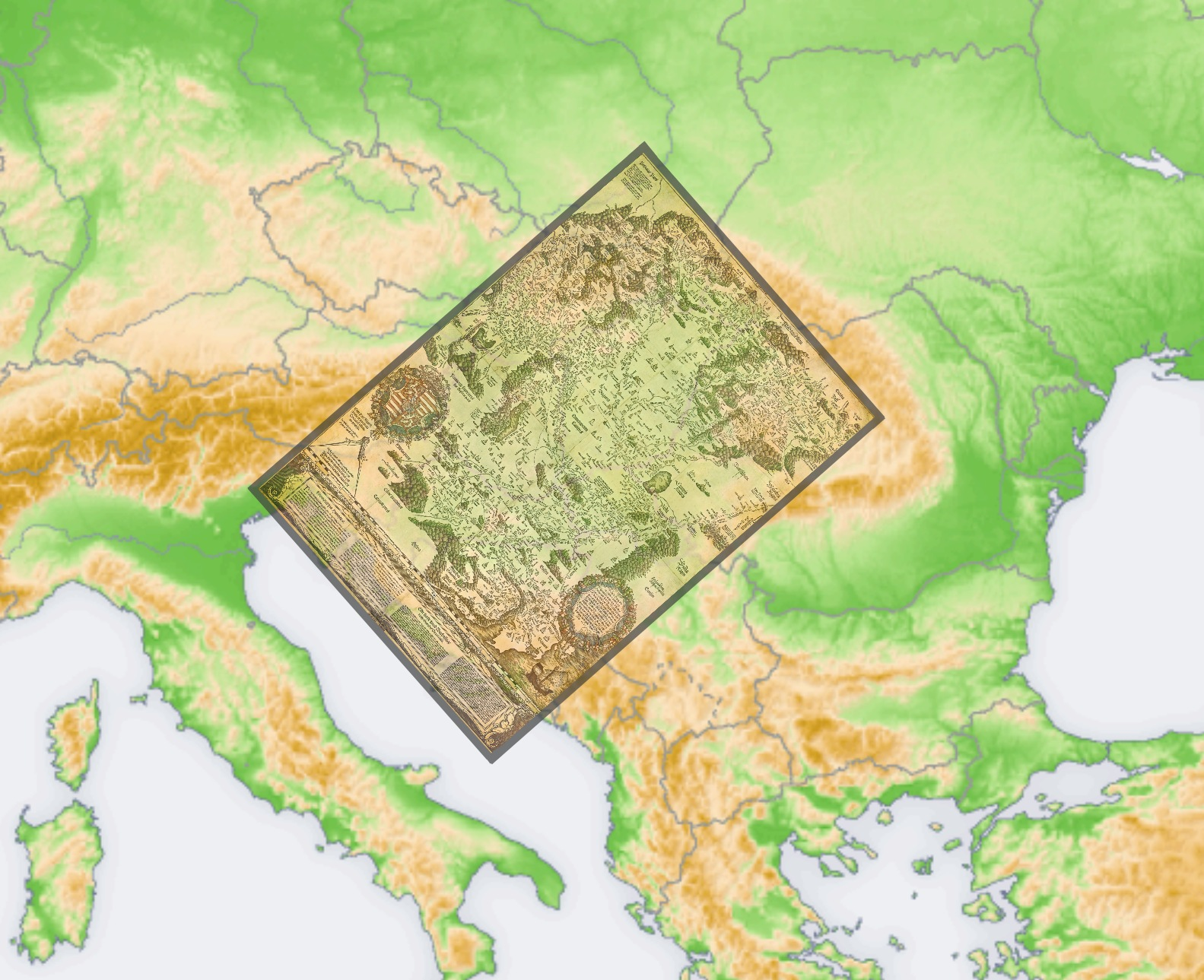
Area approssimativa coperta dalla Tabula Hungariae.

La mappa ha approssimativamente una dimensione di 65×85 cm ed è orientata in direzione sudovest-nordest.
Mostra gli insediamenti e i punti di riferimento del Regno d'Ungheria all'inizio del XVI secolo. Le aree meridionali occupate dall'Impero ottomano sono segnate con colori diversi. Poiché le uniche parti esterne alla frontiera e presenti nella mappa sono a sud, si pensa che lo scopo della sua creazione fossero i preparativi per la guerra contro gli Ottomani. Alcuni degli insediamenti mostrati sulla mappa scomparvero durante gli anni delle guerre e dell'oppressione ottomana.
Le informazioni più preziose riportate sulla mappa sono i nomi e le descrizioni degli insediamenti. Ci sono approssimativamente 1.400 nomi geografici sulla mappa, di cui 1.270 sono nomi di insediamenti (365 sul territorio dell'Ungheria posteriore al trattato del Trianon.)
In fondo alla mappa c'è la descrizione del paese in tedesco e in latino.

### Toponimi
I toponimi presenti sono stati trascritti in modo differente rispetto all'uso attuale. Per esempio l'odierna "é" è riportata come "ee", l'odierna "ö" come "ew". È inoltre da notare che "c" è talvolta scritta "tz", secondo le caratteristiche dell'ortografia dell'alto tedesco antico. Queste caratteristiche sono forse proprie dei collaboratori che prepararono l'opera per la stampa. In ogni caso, con alcuni altri nomi Lázár utilizzò la pronuncia dei dialetti ungheresi.

## Storia
La mappa venne stampata con l'aiuto di Georg Tannstetter nella stamperia di Petrus Apianus a Ingolstadt e fu pagata da Johannes Cuspinian.
Solo pochi esemplari furono stampati, quasi tutti andati perduti nel corso della storia e conosciuti solo dalle descrizioni. All'inizio degli anni ottanta del XIX secolo, un esemplare venne inaspettatamente rinvenuto e fu acquistato dal collezionista Sándor Apponyi nel 1882. Nel 1924 venne trasferito presso la Biblioteca Nazionale Széchényi, dove si trova tuttora.

### Versioni successive
Diverse copie della mappa originale furono fatte fino al 1552, ma nessuna di esse è sopravvissuta. Delle successive mappe che utilizzavano la mappa di Lázár vennero realizzate anche in seguito, con il titolo Tabula Hungariae o Nova descriptio totius Hungariae, e se ne conoscono sei differenti versioni:
- Giovanni Andrea Vavassore (attivo tra il 1510 e il 1572), Venezia, 1553
- Pirro Ligorio (1496-1583), Roma, 1558 (perduta) e 1599
- Antonio Lafreri (1512-1577), Roma, 1558, 1559 ed anni sessanta del XVI secolo
- Giovanni Sambuco (1531-1584), Vienna, 1566
- Claudio Duchetti (1554-1597), Roma, 1577
- Giovanni Orlandi (attivo tra il 1600 e il 1604), Roma, 1602